# アンドロメダ座カイ星
アンドロメダ座χ星（アンドロメダざカイせい、χ Andromedae、χ And）は、アンドロメダ座の恒星である。見かけの等級は5.01と、肉眼でもみることができる明るさである。年周視差の測定に基づいて太陽系からの距離を計算すると、およそ264光年である。視線速度の変化から、周期およそ21年の分光連星であると考えられ、主星はG型巨星であるが、伴星についてはよくわかっていない。

## 星系
アンドロメダ座χ星は、20世紀前半にリック天文台などの観測によって、視線速度の時間変化が示され、間もなく分光連星と判定された。その後、長い間連星としての特徴ははっきりしないままであったが、1990年代にケンブリッジ大学天文台のグリフィンによって軌道要素が求められ、軌道周期はおよそ21年、離心率はそこそこ大きく0.37という軌道をとっている連星であることが示された。
主星はG型巨星で、スペクトル型はG8 IIIに分類されている。進化して主系列を離れ、半径は太陽の10倍近くまで膨張しており、表面の有効温度は5100 K程度、光度は太陽のおよそ63倍と見積もられている。金属量は、概ね-0.12 dexと推定され、太陽よりやや金属量が少ない。自転速度は、スペクトル線の幅からの推定では実質0という遅さだが、彩層活動の変化から計算した自転周期はおよそ122日である。
伴星は、そのものの信号が検出されておらず、特徴を示す情報に乏しい。スペックル干渉法を用いても分解できていないことから、余程連星間距離が短いか、伴星が低光度であることが示唆される。連星の軌道要素と矛盾しない範囲では、伴星はG型ないしK型の主系列星であると予想される。

## 名称
中国では、アンドロメダ座χ星は軍を率いる天の将軍を表す天大將軍（拼音: Tiān Dà Jiāng Jūn）という星官を、アンドロメダ座γ星、ペルセウス座φ星、アンドロメダ座51番星、アンドロメダ座49番星、アンドロメダ座υ星、アンドロメダ座τ星、アンドロメダ座56番星、さんかく座β星、さんかく座γ星、さんかく座δ星と共に形成する。アンドロメダ座χ星自身は、天大將軍五（拼音: Tiān Dà Jiāng Jūn wǔ）すなわち天大将軍の5番星と呼ばれる。